# Словачка на Светском првенству у атлетици на отвореном 2022.
Словачка је на 18. Светском првенству у атлетици на отвореном 2022. одржаном у Јуџину  од 15. до 25. јула петнаести пут, односно учествовала је под данашњим именом на свим првенствима од 1993. до данас. Репрезентацију Словачке представљало је 5 такмичара (2 мушкарца и 3 жене) који су се такмичили у 4 дисциплина (2 мушке и 2 женске).,
На овом првенству такмичари Словачке нису освојили ниједну медаљу али су оборили један национални рекорд и 2 лична рекорда.

## Учесници
| Мушкарци: - Мирослав Урадник — 20 км ходање, 35 км ходање - Доминик Черни — 20 км ходање, 35 км ходање | Жене: - Данијела Ледецка — 400 м препоне - Хана Бурзалова — 35 км ходање - Ема Хачундова — 35 км ходање |  |

## Резултати

### Мушкарци
| Атлетичар        | Дисциплина   | Лични рекорд | Квалификације | Квалификације | Полуфинале | Полуфинале | Финале   | Финале       | Детаљи |
| Атлетичар        | Дисциплина   | Лични рекорд | Резултат      | Место         | Резултат   | Место      | Резултат | Место        | Детаљи |
| ---------------- | ------------ | ------------ | ------------- | ------------- | ---------- | ---------- | -------- | ------------ | ------ |
| Мирослав Урадник | 20 км ходање | 1:22:30      |               |               |            |            | 1:25:40  | 26 / 43 (45) |        |
| Доминик Черни    | 20 км ходање | 1:24:00      | 1:29:41       | 37 / 43 (45)  |            |            |          |              |        |
| Мирослав Урадник | 35 км ходање | 2:33:49      | 2:31:16 ЛР    | 21 / 40 (50)  |            |            |          |              |        |
| Доминик Черни    | 35 км ходање | 2:37:19      | 2:35:39 ЛР    | 31 / 40 (50)  |            |            |          |              |        |

### Жене
| Атлетичарка      | Дисциплина    | Лични рекорд | Квалификације      | Квалификације      | Полуфинале            | Полуфинале            | Финале                | Финале                | Детаљи |
| Атлетичарка      | Дисциплина    | Лични рекорд | Резултат           | Место              | Резултат              | Место                 | Резултат              | Место                 | Детаљи |
| ---------------- | ------------- | ------------ | ------------------ | ------------------ | --------------------- | --------------------- | --------------------- | --------------------- | ------ |
| Данијела Ледецка | 400 м препоне | 56,01        | Није завршила трку | Није завршила трку | Није се квалификовала | Није се квалификовала | Није се квалификовала | Није се квалификовала |        |
| Хана Бурзалова   | 35 км ходање  | 3:04:58 НР   |                    |                    |                       |                       | 2:59:32 НР, ЛР        | 23 / 35 (41)          |        |
| Ема Хачундова    | 35 км ходање  | 3:18:58      | 3:07:02 ЛР         | 32 / 35 (41)       |                       |                       |                       |                       |        |